# Shinji Takamatsu
Shinji Takamatsu (高松 信司 Takamatsu Shinji?,  Prefectura de Tochigi, Japón, 3 de diciembre de 1961) es un director, animador y guionista japonés.

## Filmografía

### Director
- Mobile Suit SD Gundam's Counterattack (1989; director)
- The Brave Express Might Gaine (1993; director principal y guionista bajo el nombre de "Tesaki Okuno" (握乃手紗貴?))
- Brave Police J-Decker (1994; director, guion gráfico)
- The Brave of Gold Goldran (1995; director, guion gráfico)
- Mobile Suit Gundam Wing (1995; director [sin acreditar], guion gráfico)
- After War Gundam X (1996; director, guion gráfico)
- Kochira Katsushika-ku Kameari Kōen Mae Hashutsujo (1998; director desde ep. 76 hasta ep. 338)
- Kochira Katsushika-ku Kameari Kōen-mae Hashutsujo The Movie (1999; director)
- Kikkake wa Rough-kun (2002; director)
- Kochira Katsushika-ku Kameari Kōen-mae Hashutsujo The Movie 2: UFO Shūrai! Tornado Daisakusen!! (2003; director)
- School Rumble (2004; director, guion gráfico)
- Gintama OVA (2005; director)
- Ginban Kaleidoscope (2005; director, guion gráfico)
- School Rumble: Extra Class (2005; director)
- Gin Tama (2006; director principal desde ep. 1 hasta ep. 105; supervisor desde ep. 106 hasta 201; recording production desde ep. 53 hasta 2012)
- School Rumble: Third Semester (2008; director)
- Sora no Manimani (2009; director, guionista, guion gráfico)
- Gintama: The Movie (2010; director) — Premio Prugio Citizen's Choice Award en el Puchon International Fantastic Film Festival[1]
- Gintama' (2011; supervisor, recording production)
- Danshi Kōkōsei no Nichijō (2012; director, guionista, guion gráfico)[2]
- Chō Soku Henkei Gyrozetter (2012, director, producción)[3]
- Ixion Saga DT (2012, director, producción, guion gráfico)
- Binan Kōkō Chikyū Bōei-bu Love! (2015; director)[4]
- Sakamoto desu ga? (2016; director)
- Nanbaka (2016; director, guion gráfico)

### Otros
- Mobile Suit Zeta Gundam (1985; director bajo el nombre de "Tsumakata Jinshi" (妻方仁?))
- Mobile Suit Gundam ZZ (1986; guion gráfico, director)
- Deat Heat (1987; director)
- Dirty Pair OVA (1987; guion gráfico, director)
- Metal Armor Dragonar (1987; guion gráfico)
- Armor Hunter Mellowlink (1988; guion gráfico)
- Mobile Suit Gundam: Char's Counterattack (1998; coproductor)
- Yoroiden Samurai Troopers (1988; guion gráfico, director)
- Mobile Suit Gundam 0080: War in the Pocket (1989; guion gráfico, director)
- Patlabor: The TV Series (1989; guion gráfico, director)
- Brave Exkaiser (1990; guion gráfico, director)
- Chibi Maruko-chan (1990; guion gráfico, director)
- Mobile Suit SD Gundam OVA (1990; guion gráfico, director)
- The Brave Fighter of Sun Fighbird (1991; guion gráfico, director)
- The Brave Fighter of Legend Da-Garn (1992; jefe de producción; guion gráfico, director)
- Salad Jūyūshi Tomatoman (1992; guion gráfico, director de episodio)
- The King of Braves GaoGaiGar (1996; guion gráfico como "Tesaki Okuno")
- Ginga Hyōryū Vifam (1998; guion gráfico, director)
- Hikarian (1998; guion gráfico)
- Outlaw Star (1998; guion gráfico)
- Yu-Gi-Oh! Duel Monsters (2000; guion gráfico)
- Brigadoon: Marin & Melan (2001; guion gráfico)
- S-cry-ed (2001; guion gráfico)
- Lightning Attack Express (2002; guion gráfico)
- AM Driver (2004; guion gráfico como "Tesaki Okuno")
- Gintama: Be Forever Yorozuya (2013; supervisor, producción)